# 사람
사람은 지구상에서 가장 흔하고, 널리 분포하는 영장류의 일종이다. 지구상의 사람을 통틀어 인류(人類), 인간(人間, Human)이라고도 한다. 사람은 사유, 언어 사용, 자기반성, 문제 해결을 쉽게 할 수 있고, 고도로 발달한 두뇌를 지니고 있으며, 이로써 인간은 스스로를 통합적으로 인식할 수 있는 주체가 된다. 이러한 지적, 이성적 능력과 함께, 직립 보행을 하기 때문에 자유롭게 쓸 수 있는 손을 이용해 다른 종보다 훨씬 정교한 도구를 만들 수 있다. 지구에 사는 사람은 2022년 11월 기준으로 약 80억 명으로 추산된다. 사람은 현재 남극을 제외한 지구의 모든 대륙에 살고 있으며, 이 중 약 85%가 아시아, 아프리카, 유럽 (아프로-유라시아, 구세계)에 살며 나머지 15%는 북아메리카, 남아메리카, 오세아니아 (신대륙)에 살고 있다.
대부분의 고등 영장류와 마찬가지로 사람은 사회적 동물로서 자기표현, 생각의 교환, 사회적 조직화를 할 수 있도록 언어를 비롯한 의사소통 체계를 이용하는 데 능숙하다. 인간은 상위 포식자였기 때문에 자연스러운 상태에서는 여느 영장류보다 잔혹성을 가질 수 있다. 그래서 인본주의적으로는 서로간의 비극적인 일들도 일어나는 편이다.

## 역사

### 기원
현생 인류의 기원에 대해 정확하게 밝혀진 바는 없으나 이를 설명하는 대표적인 이론으로는 아프리카 대륙에서 태동한 단일 종이 전 세계로 이주했다는 아프리카 기원설, 여러 대륙에서 동시에 인류가 진화했다는 다지역 기원설 등이 있다. 오늘날에는 아프리카 기원설이 미토콘드리아 DNA 분석을 비롯한 여러 과학적 증거를 통해 학계의 많은 지지를 얻고 있다.

### 문명의 발생
사람은 다른 동물보다 지식의 축적 면에 있어서 이점을 가지고 있어서 문명을 발생시킬 수 있었다. 기원전 수천 년 무렵에 황하, 메소포타미아, 이집트, 인더스강 등에 최초의 도시와 초기의 국가가 형성되었다. 이외에 세계 곳곳에서 특징적인 문화들이 발생하였다. 이러한 문명의 발전은 로마 제국, 페르시아 제국, 몽골 제국과 같은 거대한 제국을 이루기도 하고 자금성, 피라미드, 타지마할과 같은 세계적인 문화 유산을 남기기도 하였다. 인류는 제1차 세계 대전, 제2차 세계 대전과 같은 전쟁에 의한 파괴를 저지르기도 했으며, 현대에 이르러서는 원자폭탄과 같이 인류 전체를 위협하는 무기를 만들어 이용하기도 하였다.

## 문화
문화는 예절, 의상, 언어, 종교, 의례, 법이나 도덕 등의 규범, 가치관과 같은 것들을 포괄하는 '사회 전반의 생활 양식'이라 할 수 있다. 문화는 다른 동물에서 볼 수 없는 사람의 특징 중 하나이다.

### 군집 생활
사람은 대부분 여러 개체가 모여 살며 이러한 군집을 사회(社會)라고 한다. 사회의 단위는 작게는 가정 또는 가족에서 크게는 국가(國家)로 나뉜다. 서기 2012년 기준으로 세계에는 200여 개의 국가가 있다.
이러한 군집 생활에서 사람은 서로를 구분하고 부르기 위해 사람마다 이름을 부여한다. 또한 이름과 함께 자손을 따라 대대로 이어지는 공통의 이름인 성씨가 사용되며 이를 통해 혈통을 구분하거나 서로 호칭을 한다. 성씨는 남성 쪽을 따라 이어지는 부계성(父系姓)이나 여성 쪽을 따라 이어지는 모계성(母系姓)이 있으며 부계성과 모계성을 모두 갖거나 아예 성씨를 사용하지 않기도 한다.
사람은 가족을 구성하기 위해 남녀가 짝을 이루며 이를 결혼이라고 하는데, 문화권에 따라 다르나 한 쌍의 남녀가 짝을 이루는 일부일처제(일처일부제)와 한 남성과 여러 여성이 짝을 이루는 일부다처제가 흔하고 이외에 한 여성과 여러 남성이 짝을 이루는 일처다부제, 여러 남성과 여러 여성이 짝을 이루는 다부다처제(난혼)의 경우도 나타난다.

### 언어
사람은 서로의 생각을 전달하는 데에 언어와 문자를 이용하며 이는 사람의 사회화에 핵심적인 역할을 한다. 현재 사용되는 언어는 분류에 따라 다르나 대략 6천여개로 알려져 있는데 점차 쓰이지 않는 언어가 늘어나는 추세이다. 언어를 표기하고 기록할 수 있는 문자 체계는 5천년 전부터 쓰여온 것이 확인된다.

### 인간에 대한 안내
1977년 보이저 1호에 실려 우주로 보내진 보이저 금제 음반에는 115개의 그림과 파도, 바람, 천둥, 새와 고래의 노래와 같은 자연의 소리, 서로 다른 문화와 시대의 음악, 55개의 언어로 된 인사말이 실려 있다. 이는 외계의 생명체에게 보내는 인간에 대한 안내서다.

## 생물학적 특징

### 해부학적 특징

사람의 뼈

키(신장)는 유전적 요인이나 환경적 요인에 따라 개인차가 있다. 성인의 경우 보통 남자는 160 cm~195 cm 여자는 145 cm~175 cm 정도이다. 남자의 경우 200cm 이상, 여자의 경우 180cm 이상부터는 장신으로 분류된다. 반면 대한민국 기준 남자는 140cm 미만, 여자는 135cm 미만부터 왜소증으로 분류되어 장애인 등록증이 발급된다.
직립보행으로 이동하며 손을 사용하여 물건을 이용하거나 여러 가지 일을 한다.
뇌의 무게는 태어날 때는 약 300g이고 만 5세 무렵에 성인의 뇌 무게인 1300~1400g에 이른다. 성인 기준으로 몸무게에 대한 뇌 무게의 비율은 약 2%이다.
털은 퇴화되어, 피부 부위에 따라 털이 없거나 매우 짧아 피부를 완전히 덮지 못한다. 단, 머리 윗부분, 겨드랑이, 생식기 주위에는 각각 머리카락, 겨드랑이 털, 음모가 나 있는데 이 털은 피부를 덮을 만큼 길고 많다. 머리카락은 어린이 시기부터 있으나, 겨드랑이 털과 음모는 이차성징 이후로 자란다. 또한, 이차성징 이후로 남자에 한해서 입술과 턱 주변에 수염이 난다. 털의 색깔은 검정, 갈색, 금색, 붉은색 등으로 다양하다. 나이가 들어 노년기에 이르면 점차 멜라닌이 퇴화되어 흰색으로 바뀐다.
야행성이던 원시 영장류가 주행성으로 바뀌면서 청각보다 시각에 의존하게 돼 귀를 움직이는 능력은 쇠퇴했다. 하지만 아직도 사람이 낯선 소리를 들었을 때 귀 주변 근육으로 향하는 신경반응의 강도는 씹기, 미소 짓기, 의도적으로 귀 움직이기 등을 할 때보다 10분의 1∼100분의 1 수준 정도로 약했지만, 사람도 다른 동물처럼 무의식적으로 귓바퀴를 관심 있는 소리 쪽으로 움직인다는 사실이 밝혀졌다.
남자와 여자의 전투력 차이가 심한 동물이며 남자는 늑대와 비슷하며 여자도 상위 포식자이나 늑대보다 약한 개과들이나 이길 수 있다. 그러나 여성이 이길 수 있는 짐승들도 인간에게 위협적인 짐승이 많으며 여성의 주먹도 약하지 않고 단단한 돌 같은 도구를 사용하면 여자도 남자를 편견보다 쉽게 죽일 수 있다.

### 일생
사람의 평균 수명은 86세 정도이며, 보통은 여자가 남자보다 평균 수명이 긴 편이다. 인간의 성에 따라 나뉘는 남성과 여성은 성행위를 통해 생식하며, 성행위를 통해 수정된 배아는 여성의 자궁에 착상되어 임신 기간을 거친다. 보통 한 번에 하나의 태아(胎兒)를 임신하며, 드물게 둘 이상의 태아를 동시에 임신하기도 하는데, 이를 쌍둥이(쌍생아)라고 한다. 임신기간은 38주 (266일)로 이 기간을 지난 태아는 출산과정을 거쳐 하나의 개체로 태어나 영아(嬰兒)가 된다. 영아기의 사람은 어머니의 젖을 먹고 성장하며,  젖을 떼는 시기는 개체에 따라 차이가 있다. 대략 생후 1년에서 6년 사이의 사람을 유아(幼兒)라고 하며, 이 시기에 기초적인 언어 습득이 이루어진다. 이후 대략 만 20세까지는 그 초기를 어린이 또는 소년, 후기를 청소년이라고 하며, 이 시기에 대부분의 외형적 성장이 끝난다. 또한 이 시기에 2차성징이 일어나 남성과 여성의 외형적 차이가 두드러지게 되며, 초경이나 사정, 몽정을 경험하는 등 생식 능력을 갖추게 된다.
이후 대략 만 20세에서 만 40세 사이를 청년, 대략 만 40세에서 만 50세 사이를 장년, 대략 만 50세에서 만 60세 사이를 중년, 만 60세를 넘어서면 노년이라고 하나 이러한 시기 구분이 절대적인 것은 아니다. 성장이 끝난 사람은 청년기 이후로 조금씩 노화되기 시작한다. 중년에서 노년 정도가 되면 노화의 결과로서 신장(身長)의 축소, 각종 감각 기관들의 둔감화, 생식 능력의 감퇴 등의 현상이 눈에 띄게 나타난다. 생식 능력의 경우 남성은 늦게는 70세 이후까지도 생식이 가능하나 청년기를 정점으로 고환에서 생성되는 정자의 수와 운동능력이 점차 감소하기 때문에 임신 성공 가능성도 같이 떨어지며, 여성은 중년기 (개인차가 있으나 대개 40~50세이다.)에 폐경이 일어나 난자의 배란이 중지되므로 이후 생식이 불가능하게 된다.
기후, 사회 문화 등이 수명에 큰 영향을 준다.
- 추운 지역에 사는 사람들이 더운 지역에 사는 사람보다 수명이 길다. 일례로 적도 지역에 사는 사람들, 특히 아프리카에 사는 사람들 중 90세 이상이 다른 지역보다 매우 드문 반면 추운 지방에 사는 사람들, 특히 북유럽에 사는 사람들은 어지간하면 85세~90세 이상 장수한다.
- 병역이 수명에 영향을 끼친다. 다른 거의 모든 문화가 동일한 대한민국과 일본의 차이는 사실상 대한민국이 징병제, 일본이 모병제인 차이 정도밖에 없으나 수명은 일본이 대한민국보다 5년 정도 길다. 특히 일본 여성의 평균 수명은 거의 90세에 가깝다.
- 민주주의 국가가 전제군주제 국가보다 수명이 길며 전제군주제 국가가 독재국가보다 수명이 길다.
- 선진국이 개발도상국보다 수명이 길다.

### 습성 (생활)
사람은 주행성 동물로, 대개 낮에 활동하고 밤에 잠을 잔다. 어릴수록 하루에 자는 시간이 길고 자랄수록 짧아지는데, 생후 1주에는 18~20시간, 만 1세에는 12~14시간, 만 10세에는 10시간 정도를 자며 성인은 하루에 대략 6시간 ~ 8시간 정도를 잔다. 사람은 의도적으로 수면 시간을 조절하기도 하며, 사람에 따라 마치 야행성 동물처럼 낮에 자고 밤에 활동하는 경우가 있다.
본능적으로 처벌과 반성을 매우 싫어할 수 있으며 거짓말을 처벌하는 이야기를 들은 아이들은 오히려 거짓말을 더 많이 했다고 한다. 사실 학대와 처벌이 인간과 동물에 대한 범죄와 공격성의 원인이며 학대와 처벌을 경험하지 않은 동물학대자들은 잔혹성과 별개로 딱히 인간을 공격하지 않는다. 생물학적 조사 결과 태생부터 이기적인 사람들도 존재하며 이기적인 사람들은 덜 이기적으로 조사된 사람들보다 남을 잘 희생시키며 심한 공격도 선호하나 편견만큼 약하거나 나쁜 특성이 아닐 수도 있다.
현대인은 의생활, 식생활, 주생활의 3가지를 기본요소를 필요로 하고, 이외에도 사회로의 적응과 능력 향상을 위해 교육도 필요로 한다.

## 같이 보기
- 인류의 진화
- 인종
- 인체
  - 피부색
  - 모발 색상
  - 눈 색깔
- 인체 골격근 목록
- 사람상과
- 종족
- 문명
- 충적세 (Holocene Era)